# Strimmig delfin
Strimmig delfin (Stenella coeruleoalba) är en art i familjen delfiner som lever i tempererade och tropiska hav runt hela jorden. Medellivslängden uppskattas till omkring 58 år.

## Systematik
Strimmig delfin har ofta placerats som en av fem arter som utgör släktet Stenella, men sentida studier indikerar att släktet är parafyletiskt grupp och borde även omfatta hjälmdelfin, vanlig delfin, tygeldelfin och Tursiops aduncus, den senare betraktades tidigare som underart eller synonym till öresvinet.
Strimmig delfin beskrevs vetenskapligt 1833 av Franz Meyen. Artepitetet coeruleoalba är sammansatt av de två latinska orden caeruleus som betyder "mörkblå" och albus som "vit", och syftar på delfinens färgställning.

## Utseende
Strimmig delfin är vit eller rosa på magen och den har en eller två blå linjer som löper ifrån nederkanten på ögat till simfenan. Ryggfenan och nos är mörkblå och den har en blå ring runt vart öga. Arten blir cirka 2,7 meter lång och hanarna kan väga upp till 160 kilo och honorna 150 kg.

## Ekologi
Strimmig delfin blir könsmogen när den är mellan 1,2 och 2,2 meter lång. Honorna är då mellan fem och 13 år gamla, och hanarna mellan sju och 15 år. Man tror att delfinerna är polygama. Den är dräktig i omkring ett år och var tredje till fjärde år föder honorna en kalv. En nyfödd kalv är ungefär en meter lång och väger 10 kilogram, medan en vuxen kan bli upp till 2,6 meter och väga runt 160 kilogram. Den strimmiga delfinen kan bli runt 55 till 60 år gammal. Delfinerna lever i stora flockar, runt 100 djur i en flock är inte ovanligt. De kan också dela flock med den vanliga delfinen. I Medelhavet och Atlanten är flockarna mindre och där brukar delfinerna leka med båtar. Det brukar inte den strimmiga delfinen göra på andra platser, på grund av att de har blivit jagade. Deras diet består av småfisk och bläckfisk.

## Jakt
Japan har jagat strimmig delfin sedan 1940-talet och flera tusen delfiner dödas varje år. Förr kunde uppemot 20 000 individer slaktas årligen, men på 1980-talet infördes en kvot som maximerar uttaget till 1000 djur.[källa behövs] Man beräknar att det finns ungefär 2 miljoner strimmiga delfiner.